# Urdampilleta
Urdampilleta est une localité argentine située dans le partido de Bolívar, dans la province de Buenos Aires.

## Démographie
La localité compte 3 643 habitants (Indec, 2010), ce qui représente une augmentation de 44,30 % par rapport au recensement précédent de 2001 qui comptait 2 524 habitants.

## Religion
| Diocèse  | Azul       |
| -------- | ---------- |
| Paroisse | Cristo Rey |